# LATAM Airlines Brasil
TAM Airlines (порт. TAM Linhas Aéreas) (B3: TAMM3, B3: TAMM4) — флагманская авиакомпания Бразилии со штаб-квартирой в городе Сан-Паулу, крупнейший коммерческий авиаперевозчик Латинской Америки.
Авиакомпания осуществляет регулярные пассажирские перевозки по аэропортам Бразилии, международные рейсы в Европу, а также в Северную и Южную Америку. Акции «TAM S.A.» компании торгуются на Фондовой бирже Сан-Паулу (BM&F Bovespa) и на Нью-Йоркской фондовой бирже.
В соответствии с отчётом Национального агентства гражданской авиации Бразилии в 2009 году доля пассажирских перевозок TAM Airlines в стране составила 45,60% на внутренних маршрутах и 86,47% на международных рейсах. С сентября 2010 года статистические данные учитывают объёмы пассажирских перевозок всего авиационного холдинга «TAM Group», в состав которого входят авиакомпании TAM Airlines и Pantanal Linhas Aéreas, а в ноябре 2010 года указанные показатели для внутренних и международных авиаперевозок составили 42,66% и 87,64% соответственно.
13 августа 2010 года TAM Airlines подписала с чилийской авиакомпанией LAN Airlines меморандум о создании общего управляющего холдинга LATAM Airlines Group.
31 марта 2014 года авиакомпания Бразилии TAM стала полноправным членом альянса Oneworld.

## История

### TAM — Táxi Aéreo Marília
Несмотря на то, что две авиакомпании «TAM — Táxi Aéreo Marília» и «TAM — Transportes Aéreos Regionais» принадлежали одному холдингу TAM Group, оба перевозчика были независимыми компаниями, работающими на раздельных рынках пассажирских перевозок: первая была образована в 1961 году и предоставляла услуги аэротакси, вторая компания была сформирована в 1975 году и работала на региональных маршрутах между аэропортами внутри страны.

### TAM — Transportes Aéreos Regionais
11 ноября 1975 года правительственным распоряжением была создана «Бразильская комплексная система региональных авиаперевозок», в рамках которой территория страны условно делилась на пять частей, в каждой из которых образовывались свои региональные авиакомпании, получавшие разрешение на коммерческие авиаперевозки по согласованным маршрутам. В числе новых региональных компаний возникла ТАМ Transportes Aéreos Regionais S/A, операционная деятельность которой началась 12 июля 1976 года, а её маршрутная сеть распространялась на части Юго-восточного и Центрально-западного регионов Бразилии и, в частности, на штат Мату-Гросу-ду-Сул, некоторые области штата Мату-Гросу и крупный город Сан-Паулу. Также авиакомпания получила право на выполнение регулярных рейсов в аэропорты «своей территории» из городов Бразилиа, Куяба, Рио-де-Жанейро, Лондрина и Маринга.
TAM-Linhas Aéreas Regionais была создана в качестве совместного предприятия частной компанией TAM – Táxi Aéreo Marília и государственной VASP. 13 октября 1999 года новая авиакомпания получила собственный код ИАТА «KK». Изначально перевозчик выполнял регулярные рейсы на самолётах Embraer EMB 110 Bandeirante, однако затем использовал государственные субсидии для приобретения более вместительных лайнеров, поскольку столкнулся с проблемой невозможности обеспечения перевозок текущего объёма пассажиров посредством небольших самолётов EMB-110.
В рамках программы по расширению собственного флота TAM решила приобрести три подержанных лайнера Fokker F27, проведя их капитальный ремонт на заводе Фоккера в Голландии. Для получения разрешения на ввоз иностранных самолётов в страну между авиакомпанией и правительством Бразилии было заключено соглашение, по условиям которого TAM была обязана на каждый приобретаемый Fokker F27 эксплуатировать три единицы EMB-110, а также снизить вместимость пассажирских салонов F27 на пять мест, доведя их до 40 пассажирских мест на каждый самолёт. В 1981 году парк компании пополнился четвёртым лайнером Fokker F27, который ранее принадлежал новозеландской Air New Zealand. К 1983 году TAM эксплуатировала 10 самолётов Fokker F27. Объёмы пассажирских перевозок авиакомпании росли соответствующими темпами: в 1981 году было перевезено около одного миллиона человек, а спустя три года услугами компании воспользовалось уже более двух миллионов пассажиров.

### «TAM» (ИКАО:KK), «TAM» (ИКАО:JJ) и рост авиакомпании

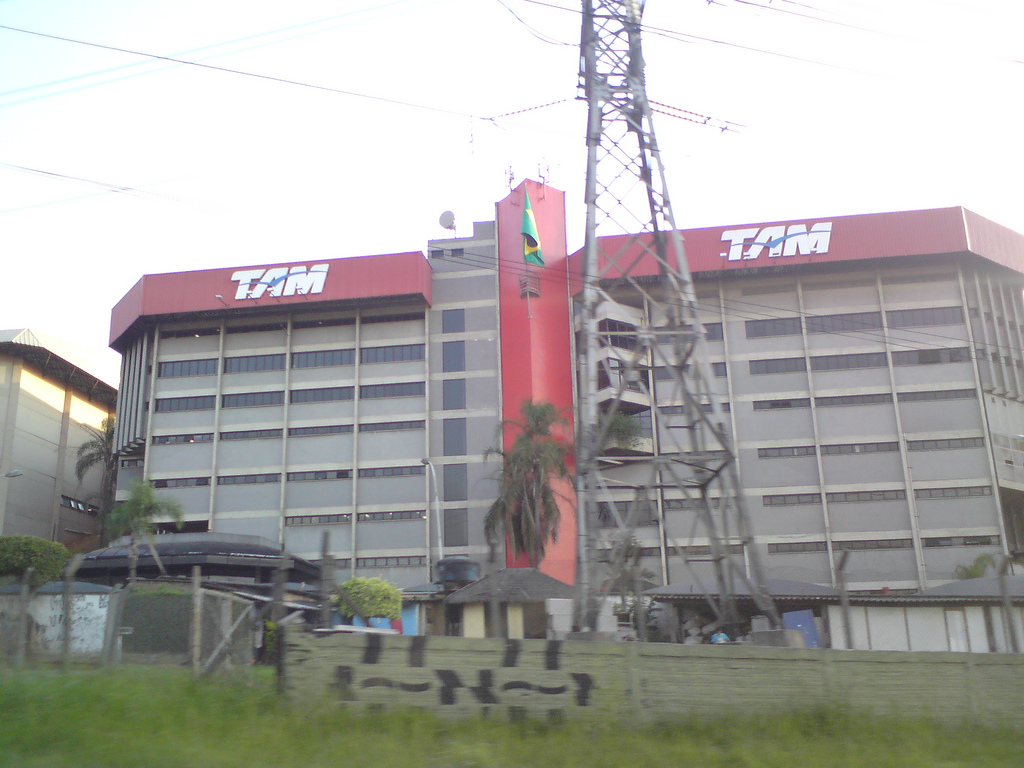
Штаб-квартира авиакомпании TAM

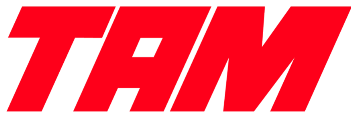
Прежний логотип авиакомпании

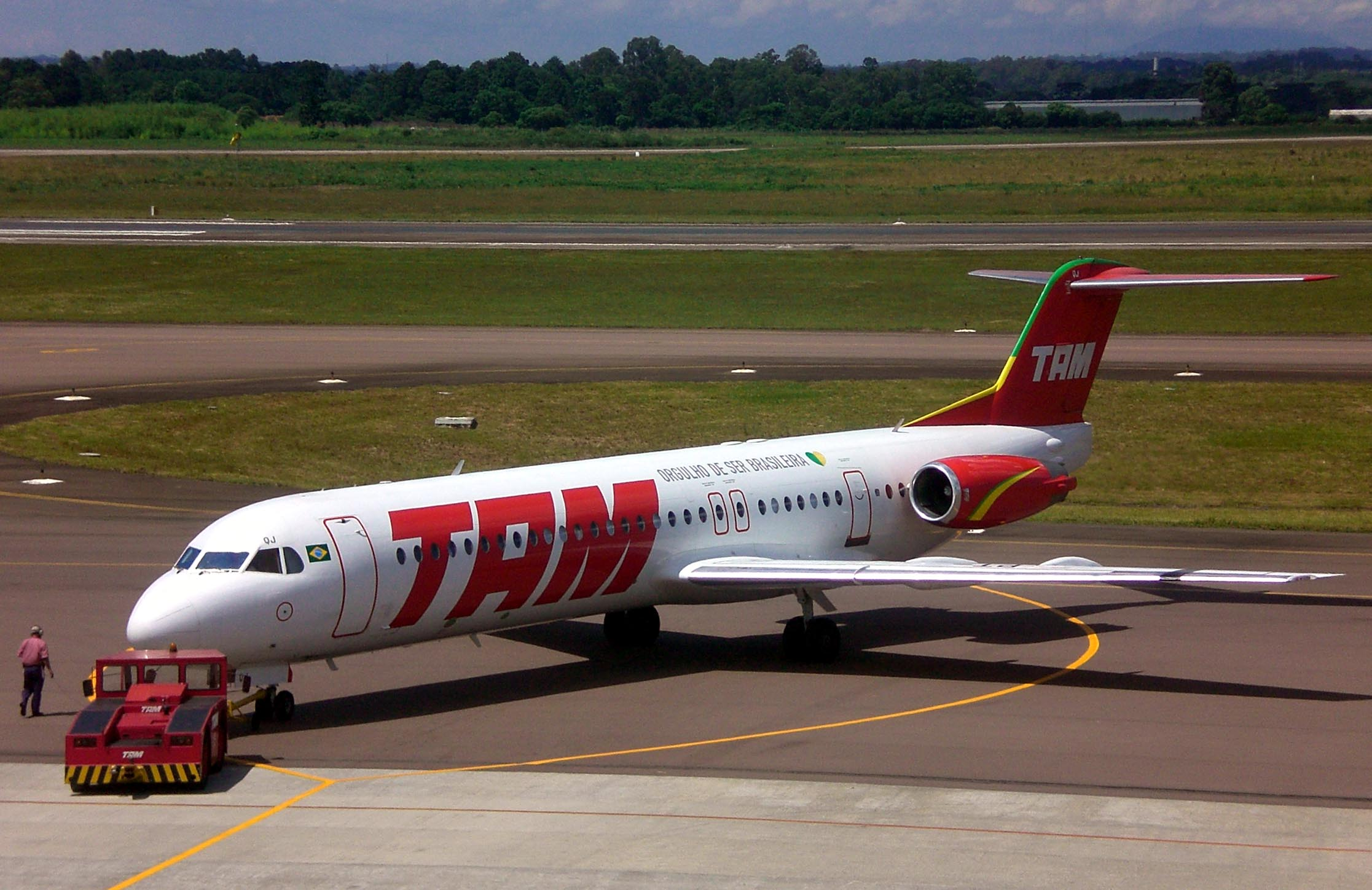
Fokker 100 TAM в аэропорту Суритиба (в прежней ливрее)

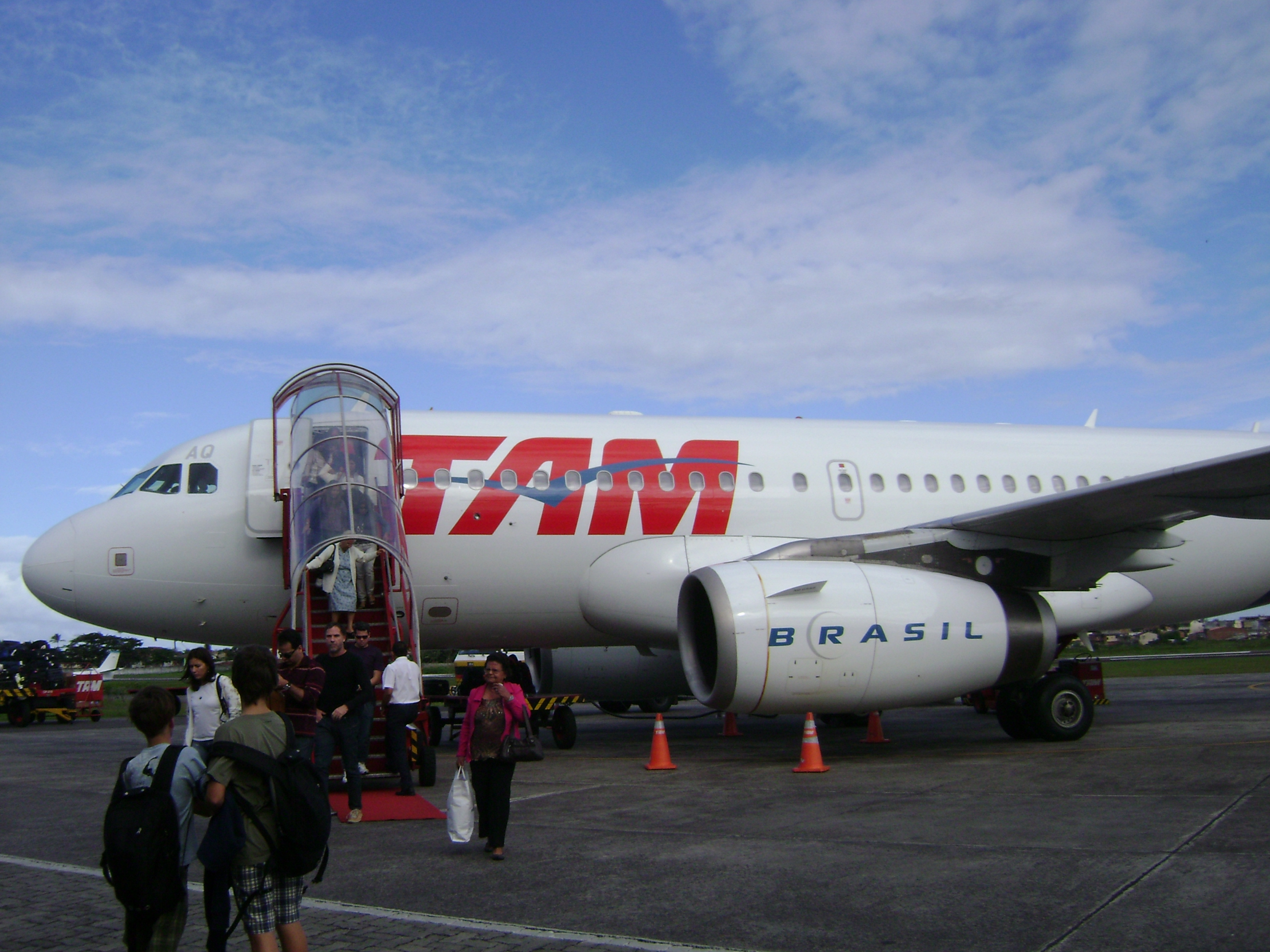
Airbus A319 авиакомпании TAM

В августе 1986 года авиакомпания TAM-Linhas Aéreas Regionais разместила собственные акции на фондовой бирже и в том же году приобрела другую бразильскую авиакомпанию VOTEC, работавшую на рынке воздушных перевозок в северной и центральной частях страны. После присоединения VOTEC была переименована в «Brasil Central Linhas Aéreas», при этом две партнёрские авиакомпании сохранили собственные маршрутные сети по разным регионам Бразилии в соответствии с условиями правительственного распоряжения 1975 года. Более того, оба перевозчика сохранили собственные логотипы, ливреи воздушных судов и разные коды ИАТА: «KK» для авиакомпании TAM-Linhas Aéreas Regionais и «JJ» — для авиакомпании «Brasil Central Linhas Aéreas». В 1988 году число перевезённых пассажиров выросло до трёх миллионов человек.
15 мая 1990 года правительство Бразилии отменило ограничения 1975 года на деятельность региональных авиакомпаний страны, включая и запрет на приобретение ими иностранных самолётов. Сразу же после снятия всех ограничений «Brasil Central Linhas Aéreas» сменила собственное официальное название на TAM (Transpores Aéreos Meridionais), при этом ливреи всех самолётов обоих регионалов приводились к единой цветовой схеме компании «TAM». В 2000 году у двух компаний остался один код ИАТА «KK». Данное событие стало предпоследним этапом в завершении объединения перевозчиков-партнёров, которое окончательно состоялось в том же году сменой официального названия авиакомпании на TAM Transportes Aéreos.
Несмотря на хорошие финансовые показатели деятельности авиакомпании, было очевидно, что перевозчик становится неконкурентоспособным в сравнении с другими крупными авиакомпаниями VARIG и VASP, которые к тому времени уже эксплуатировали более экономичные и вместительные самолёты Boeing 737. TAM сделала попытку приобрести своего конкурента VASP (и даже назвала эту попытку «Революцией»), однако в конечном счёте потерпела фиаско, после чего сосредоточила все усилия на постепенном обновлении собственного самолётного парка с приобретением новых лайнеров, назвав данную политику «Эволюцией».
15 сентября 1989 года TAM приобрела у обанкротившейся североамериканской авиакомпании Pan American World Airways два реактивных самолёта Fokker 100. Как и в случае с Fokker F27 самолёты приобретались не напрямую, а в кредит инвестиционным холдингом Guinness Peat Aviation, который затем передавал их в лизинг авиакомпании TAM. В 1991 году по той же схеме были приобретены ещё два самолёта Fokker 100, а спустя два года воздушный флот перевозчика насчитывал 14 лайнеров этого типа. В 1992 году авиакомпания перевезла своего восьмимиллионного пассажира, к концу того же года маршрутная сеть перевозчика распространялась на 56 аэропортов Бразилии.
В 1996 году TAM приобрела ещё одну региональную авиакомпанию Helisul. В следующем году компания сделала твёрдый заказ на первые крупные реактивные самолёты: десять аэробусов A330, четыре Airbus A319 и тридцать четыре Airbus A320. Поставка новых лайнеров началась к концу 1997 года и тогда же авиакомпания открыла свой первый международный маршрут из Сан-Паулу в Майами.
Спустя два года TAM ввела регулярные рейсы в Европу, которые выполнялись в парижский Международный аэропорт имени Шарля де Голля в рамках код-шерингового соглашения с французской авиакомпаний Air France. В 2000 году авиакомпания очередной раз сменила собственное название на TAM Linhas Aéreas. В 2008 году TAM Airlines перевезла 30,144 миллионов человек, коэффициент загрузки пассажирских мест при этом составил 71 %.
По состоянию на 2010 года собственниками авиакомпании TAM Airlines являлись семья Амару (46,25 %), Amaro Aviation Part (3,52 %), казначейство Бразилии (0,27 %) и миноритарные акционеры (49,96 %). Численность штата перевозчика составляла 24 тысячи сотрудников.
31 марта 2014 года TAM Airlines стала 14-м полноправным членом глобального авиационного альянса пассажирских перевозок Oneworld.

## Маршрутная сеть
TAM Airlines имеет крупную маршрутную сеть пассажирских авиаперевозок, включающую аэропорты Бразилии, Европы, Северной и Южной Америки. Вместе с тем на международных направления TAM дополнительно использует код-шеринговые соглашения с авиакомпаниями альянса Star Alliance и LAN Airlines, а на внутренних перевозках — соответствующий код-шеринг с авиакомпаниями NHT Linhas Aéreas, Passaredo Linhas Aéreas и TRIP Linhas Aéreas.

## Флот

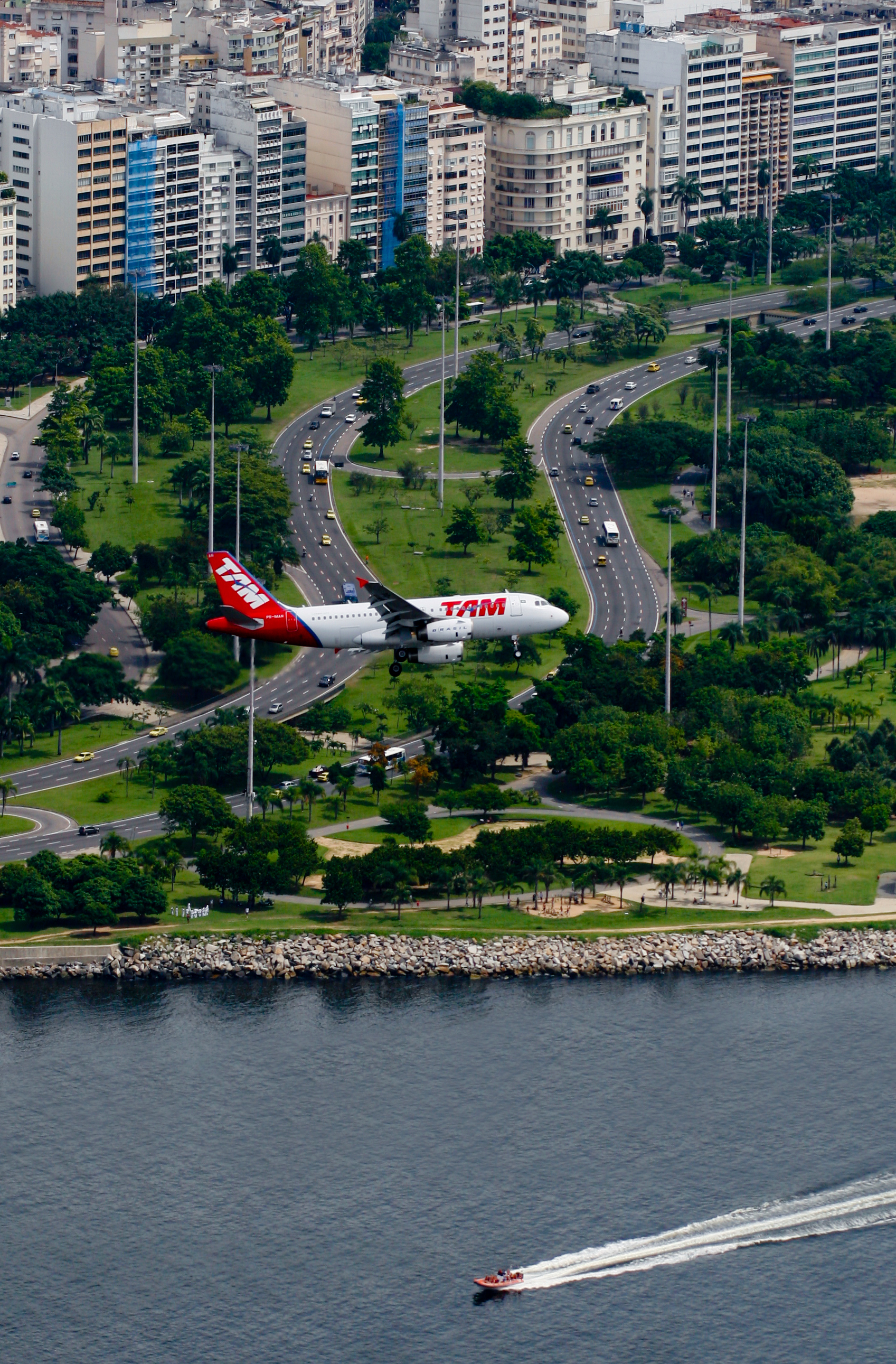
Airbus A319 авиакомпании TAM в заходе на посадку в Международный аэропорт Рио-де-Жанейро

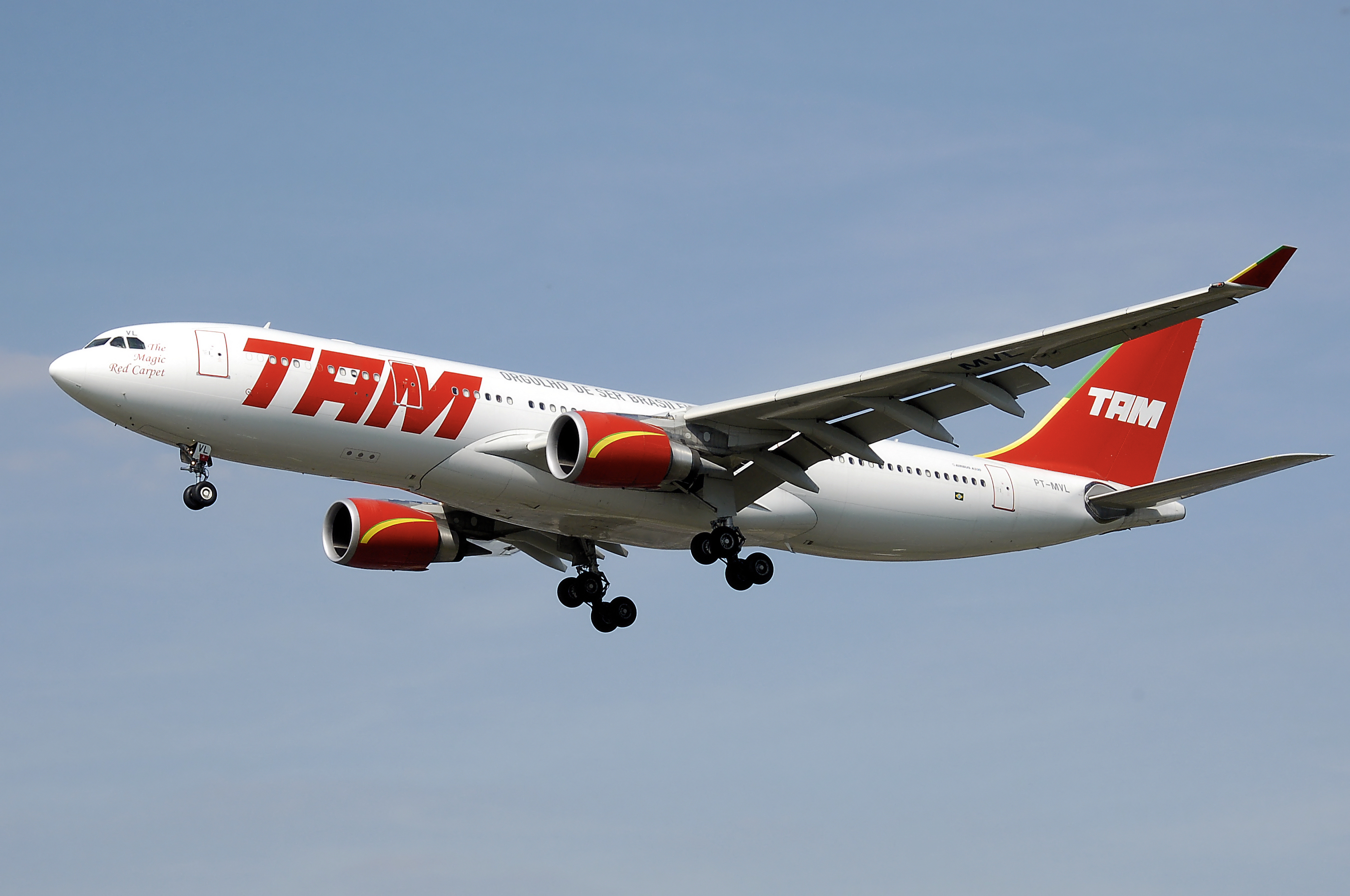
Airbus A330-200 TAM Airlines в прежней ливрее

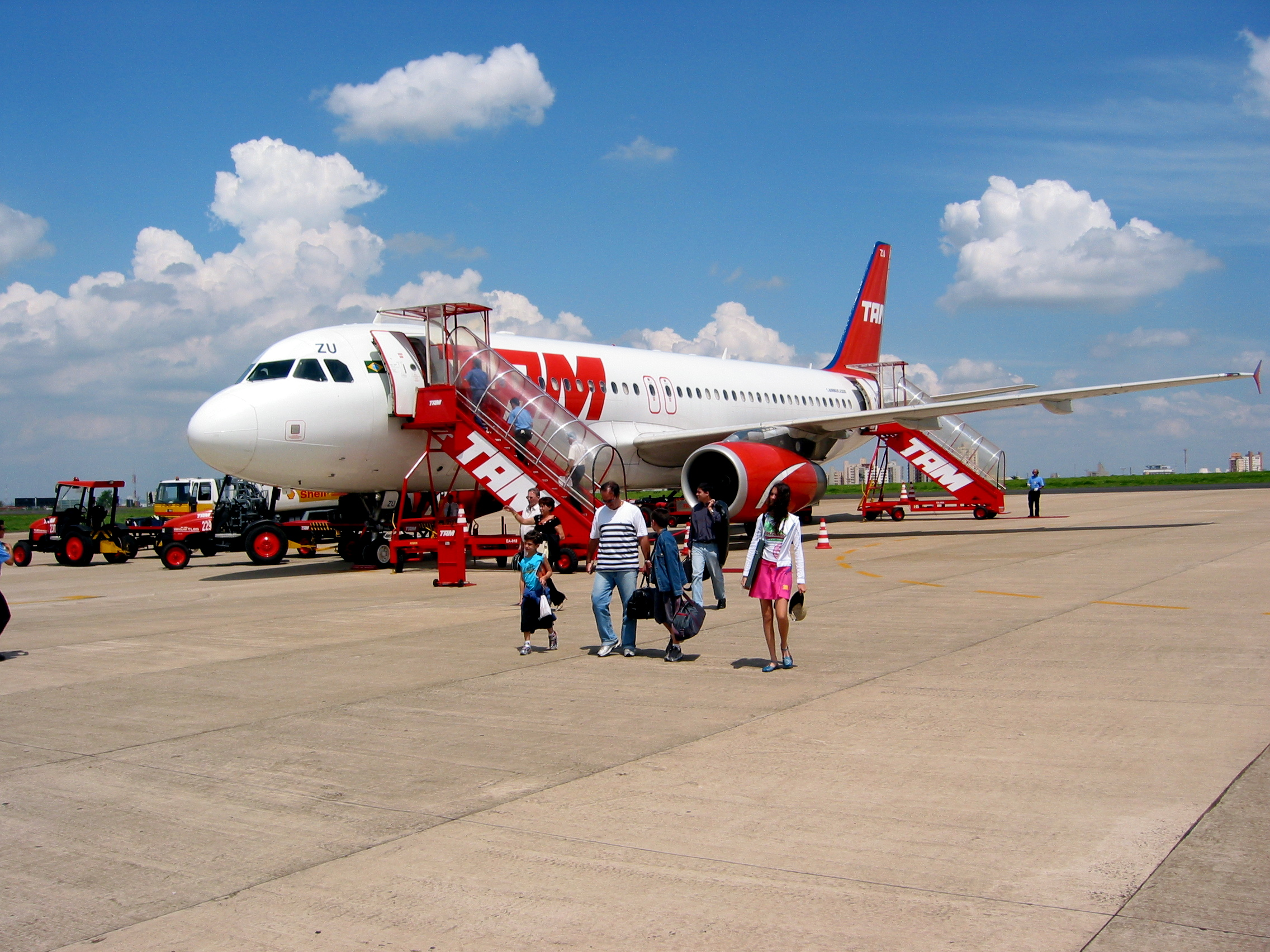
Airbus A320 TAM Airlines в прежней ливрее

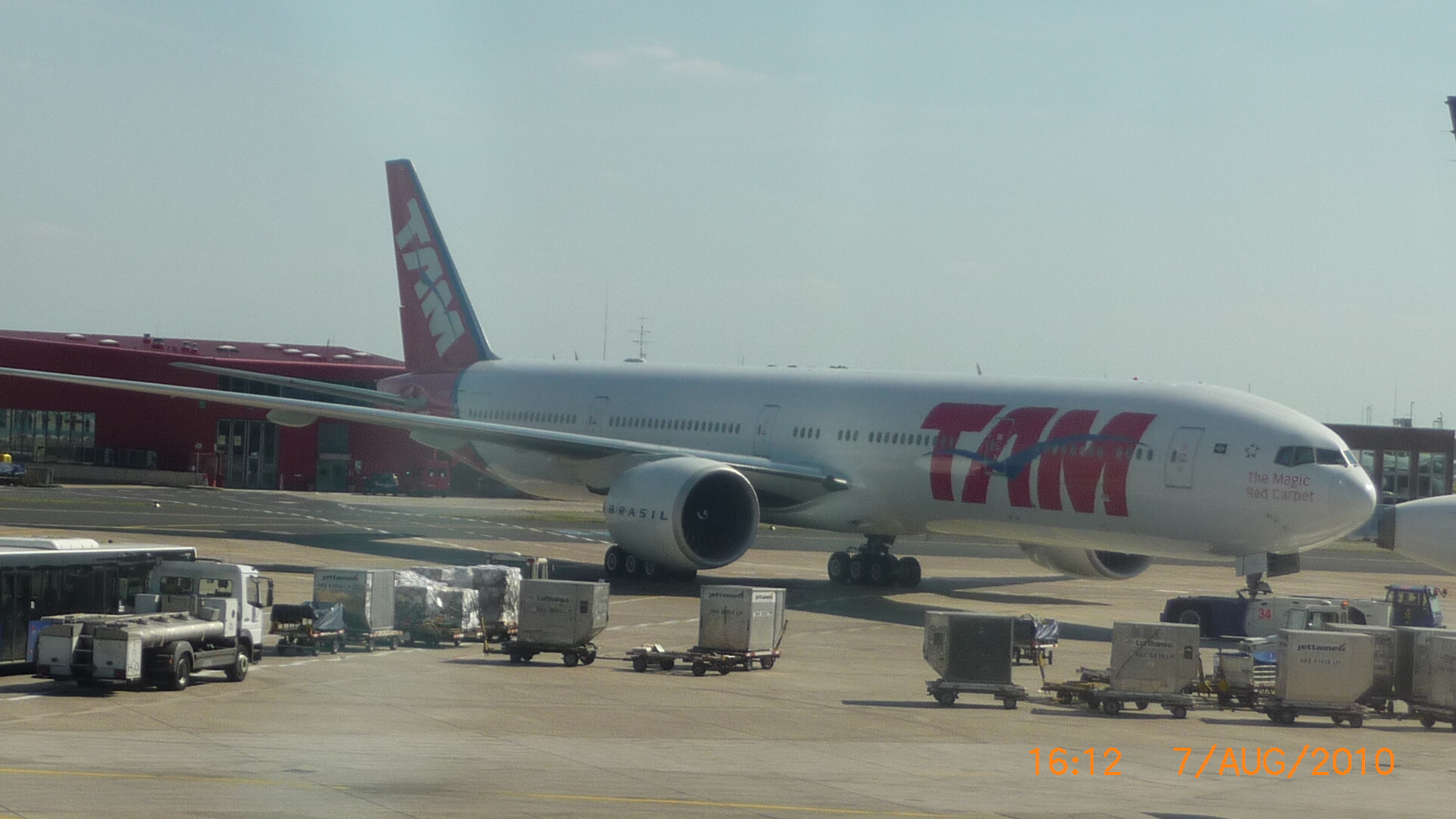
Boeing 777-300ER авиакомпании TAM Airlines

16 июня 2005 года TAM Airlines объявила о приобретении 20 новых самолётов семейства Airbus A320 (включая модели A319, A320 и A321) и размещении опциона ещё на 20 лайнеров производства концерна Airbus. Поставки самолётов были выполнены частями в период с конца 2007 до 2010 год. Одновременно авиакомпания и концерн Airbus подписали меморандум о взаимопонимании, в рамках которого перевозчик до конца 2012 года получит 10 лайнеров нового типа Airbus A350-900, заменяющим самолёты Airbus A330 компании на маршрутах в Париж и Майами.
В июле 2021 года флот LATAM Airlines Brasil состоял из 140 самолетов, средний возраст которых 10,6 лет:

## TAM Fidelidade
В авиакомпании TAM Airlines действует собственная бонусная программа TAM Fidelidade для поощрения часто летающих пассажиров. Накопленные в программе баллы могут быть использованы в дальнейшем для приобретения билетов на рейсы TAM Airlines, авиакомпаний альянса Oneworld и других перевозчиков — партнёров TAM.
В бонусной программе существует несколько уровней, каждому из которых соответствует карта определённого типа и цвета:

## Партнёрские по холдингу компании
Помимо авиакомпании TAM Airlines в холдинг «TAM Group» входят следующие подразделения:
- TAM Cargo — грузовые авиаперевозки[19];
- «Multiplus Fidelidade» — сеть обслуживания клиентов — участников бонусной программы «TAM Fidelidade»[19];
- TAM Aviação Executiva — предоставление услуг авиаперевозок VIP-персон[19];
- «TAM Viagens» и «TAM Vacations» — туристические компании, работающие в Бразилии и Соединённых Штатах соответственно[19][20][21];
- Cine TAM — кинокомпания в Сан-Паулу[19];
- TAM Museum — музей самолётов, расположенный в Сан-Карлосе[19].

## Авиапроисшествия и несчастные случаи

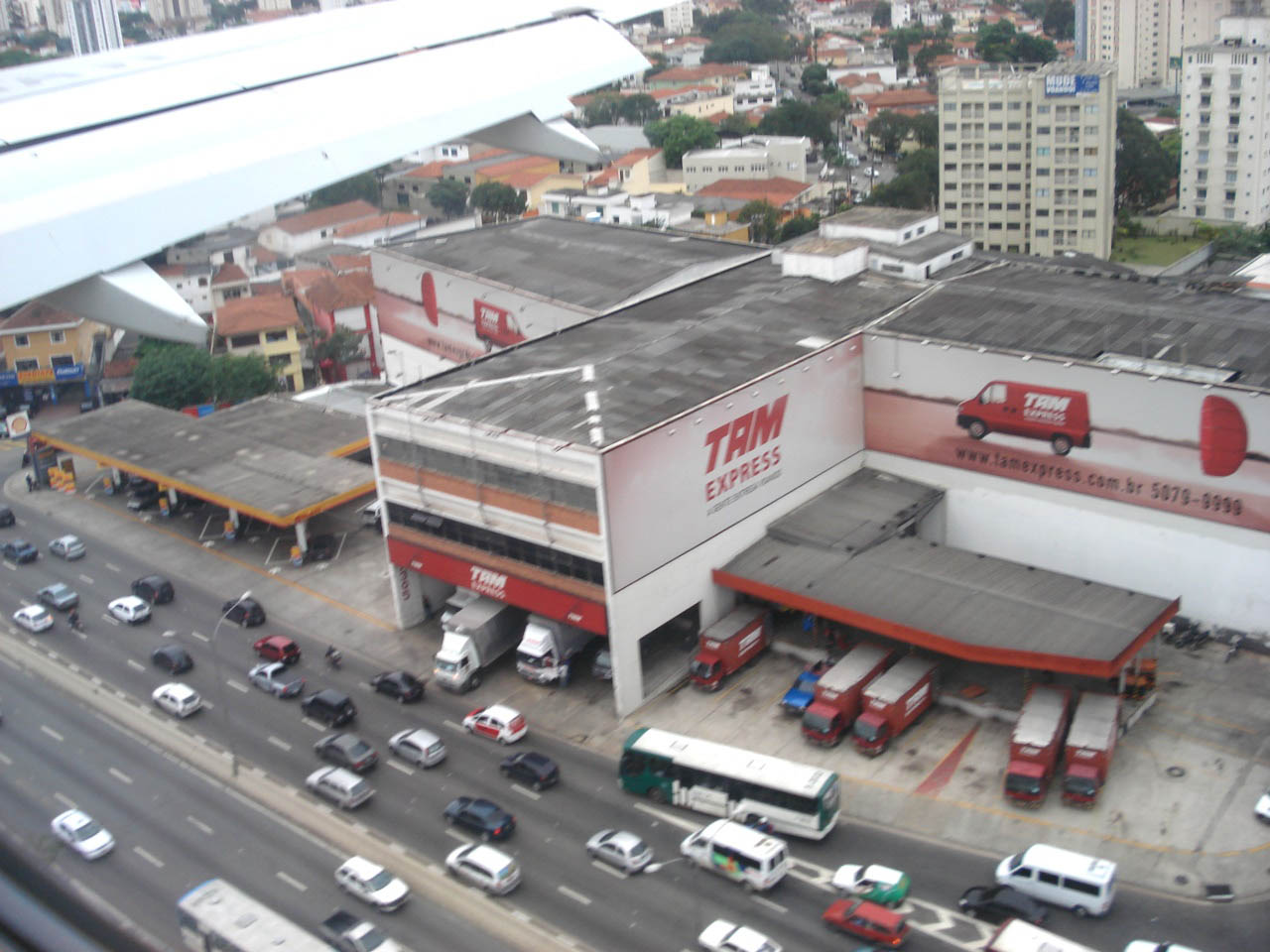
Здание TAM Express в Аэропорту Конгоньяс/Сан-Паулу, разрушенное через несколько месяцев в результате катастрофы рейса 3054 авиакомпании TAM Airlines

- 8 февраля 1979 года. Самолёт Embraer EMB 110 Bandeirante (регистрационный PT-SBB), выполнявший рейс Аэропорт Бауру — Аэропорт Сан-Паулу Конгоньяс, на взлёте задел верхушки деревьев, упал на землю и загорелся. Погибли все 18 человек на борту (16 пассажиров и 2 члена экипажа);
- 4 июля 1984 года. Самолёт Embraer EMB 110 Bandeirante (регистрационный PP-SBC) разбился в плохую погоду при подходе к Макаэ. Погибли все 17 человек, находившиеся на борту.
- 7 октября 1986 года. Embraer EMB 110 Bandeirante (регистрационный PP-SBH) разбился в аэропорту Арасатуба при совершении второй попытки приземления. Самолёт не долетел до взлётно-посадочной полосы. Погибли все семь человек, находившиеся на борту.
- 12 февраля 1990 года. Самолёт Fokker F27 (регистрационный PT-LCG), выполнявший рейс из Аэропорта Сан-Паулу Конгоньяс в аэропорт Бауру, из-за нарушения процедуры захода на посадку приземлился на выведенную из эксплуатации взлётно-посадочную полосу аэропорта назначения длиной в 775 метров. Пилот не смог вовремя увести лайнер на второй круг, самолёт выкатился за пределы ВПП и ударил проезжавшую по автодороге машину. В результате инцидента погиб один член экипажа и двое человек, находившихся в автомобиле.
- 31 октября 1996 года. Самолёт Fokker 100 (регистрационный PT-MRK), выполнявший регулярный рейс 402 из Сан-Паулу в Аэропорт Сантос-Дюмон, вскоре после взлёта врезался в жилой массив близ аэропорта из-за самопроизвольного включения реверса тяги правого двигателя. Погибли 90 пассажиров, 6 членов экипажа и 3 человека на земле.
- 9 июля 1997 года. На борту самолёта Fokker 100 (регистрационный PT-WHK), следовавшего на эшелоне из аэропорта Сан-Жозе-дус-Кампус в Сан-Паулу взорвалась бомба, заложенная под креслом в задней части пассажирского салона. Ударная волна пробила 6-футовую дыру в фюзеляже. В результате взрывной декомпрессии один человек был вытянут в отверстие и погиб. Несмотря на тяжёлые повреждения самолёта, пилоты сумели совершить аварийную посадку в аэропорту Сан-Паулу[22].
- 30 августа 2002 года. Самолёт Fokker 100 (регистрационный PT-MQH), регулярный рейс 3804 из Сан-Паулу в Кампо-Гранде. Вскоре после набора высоты обнаружилась утечка топлива, ставшая причиной нарушения центровки самолёта и его сильного крена. Пилоты справились с проблемой крена, однако в результате утечки остановились оба двигателя лайнера, который тем не менее удалось посадить на ближайшем сельском поле. Никто из находившихся на борту не пострадал.
- 17 июля 2007 года. Самолёт Airbus A320 (регистрационный PR-MBK), следовавший регулярным рейсом 3054 из Международного аэропорта Салгаду Филью в Сан-Паулу при посадке в дождь в аэропорту назначения выкатился за пределы взлётно-посадочной полосы, пересёк автомобильную магистраль и врезался в грузовой склад авиакомпании TAM. Погибли 199 человек, включая 12 находившихся на земле. Данная авиакатастрофа является крупнейшей в Латинской Америке по количеству жертв[23][24][25][26][27].